# The Family of Blood
"The Family of Blood" (intitulado "A Família de Sangue" no Brasil) é o nono episódio da terceira temporada da série de ficção científica britânica Doctor Who, transmitido originalmente através da BBC One em 2 de junho de 2007. É a segunda parte de uma história dividida em dois episódios, que foi iniciada por "Human Nature" na semana anterior. Ambos foram escritos por Paul Cornell e foram baseados em um romance de mesmo nome escrito por ele e publicado em 1995.
Continuando os eventos do episódio anterior, os alienígenas chamados Família de Sangue atacam uma escola pública inglesa e a vila ao redor em 1913 em busca de um relógio de bolso que contém a essência do alienígena viajante do tempo conhecido como o Doutor (David Tennant), que se transformou em um humano chamado "John Smith", enquanto sua acompanhante Martha Jones (Freema Agyeman) luta para despertar sua verdadeira natureza.
De acordo com os números da BARB, o episódio foi visto por 7,21 milhões de telespectadores e, junto com "Human Nature", teve uma recepção altamente positiva, sendo considerado uma das melhores histórias da série. Os dois episódios concorreram ao Prêmio Hugo de Melhor Apresentação Dramática, Forma Curta em 2008.

## Enredo

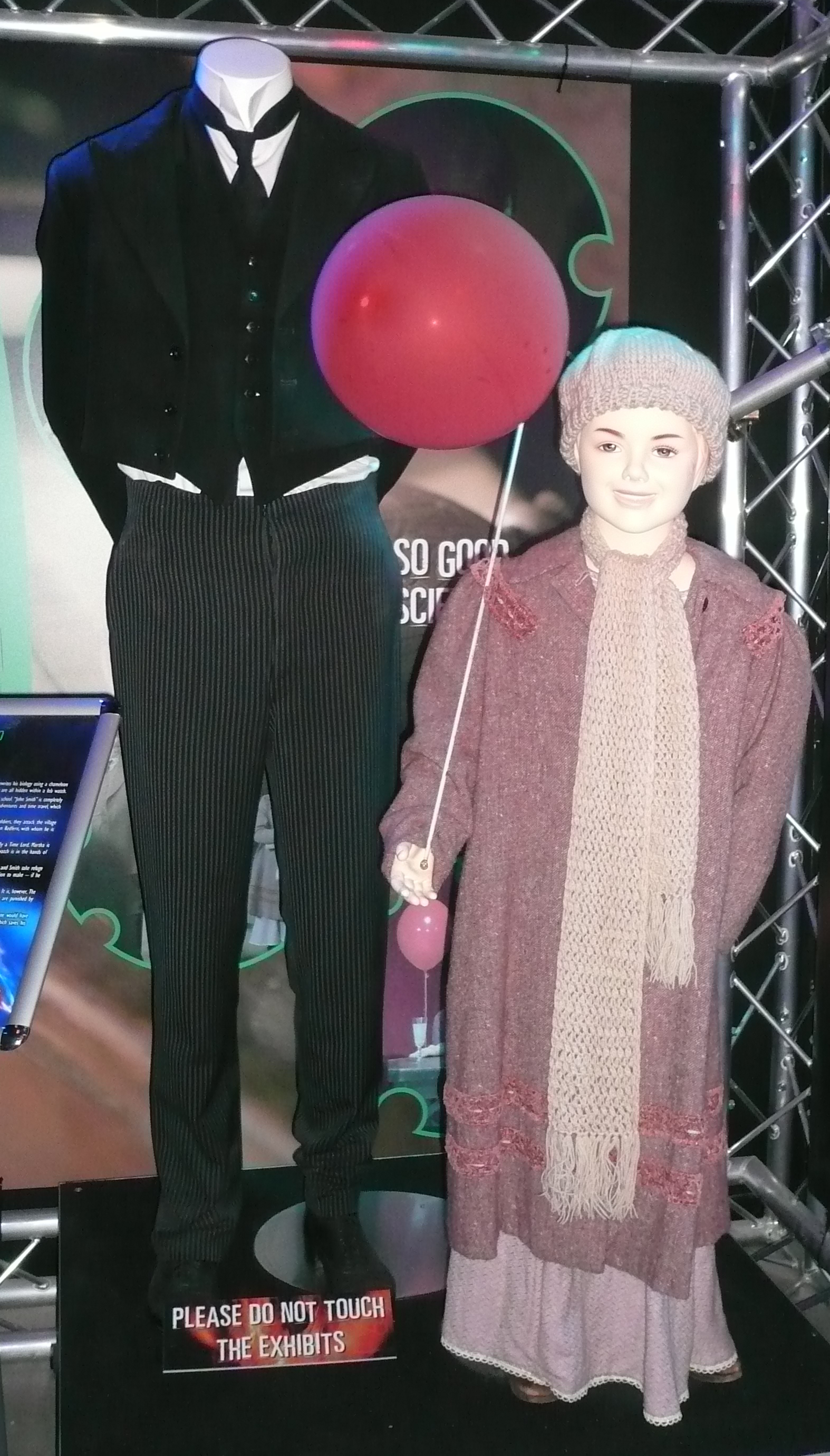
Os figurinos de Jeremy Baines e Lucy Cartwright, em exposição na Doctor Who Experience

Em um baile de aldeia inglês em 1913, a Família de Sangue mantém Martha e Joan Redfern em cativeiro. Enquanto John Smith luta para entender o que está acontecendo, Timothy Latimer abre brevemente o relógio de bolso contendo a essência Senhor do Tempo do Décimo Doutor. Isso distrai momentaneamente a Família, permitindo que Martha pegue uma arma e escape com os outros de volta para a escola. John soa o alarme e ajuda a organizar as defesas do local enquanto Martha e Joan procuram o relógio.
A Família ataca a escola com um exército de espantalhos animados, mas os estudantes, que têm treinamento militar, se defendem da primeira onda. Quando a Família mostra a John que eles descobriram sua TARDIS, Joan percebe que ele realmente é o Doutor, o alienígena sobre o qual ele escreveu em seu diário, transformado em forma humana. John, Joan e Martha escapam para uma casa vazia na vila. Eles são encontrados por Timothy, que devolve o relógio para eles. Descobrindo que o Doutor escapou, a Família começa um bombardeio aéreo da vila de sua nave escondida. Martha e Joan imploram a John para usar o relógio para se tornar o Doutor e salvar a todos. John começa a chorar, relutante em desistir de Joan. Os dois compartilham uma visão, possibilitada pelo relógio, de como seriam suas vidas juntos como humanos.
O Doutor segue para a nave da Família, enganando-os ao fazerem pensar que sua essência de Senhor do Tempo ainda está no relógio e secretamente inicia uma sobrecarga da fonte de energia da nave, o que faz com que ela exploda. Eles escapam, mas o Doutor os captura e aplica a cada membro uma punição eterna. Ele empurra a mãe para um horizonte de eventos de uma galáxia em colapso, envolve o pai em correntes inquebráveis, prende sua filha em todos os espelhos existentes e suspende seu filho no tempo antes de colocá-lo para trabalhar como um espantalho. O Doutor retorna para Joan e oferece a ela uma chance de viajar com ele na TARDIS, mas ela se recusa. Timothy se despede de Martha e do Doutor, que lhe dá o relógio de bolso. Mais tarde, durante uma batalha na Primeira Guerra Mundial, Timothy se lembra de uma visão de um bombardeio e evita ser morto. Anos depois, o Doutor e Martha visitam um Timothy idoso durante um culto de recordação.

## Produção
O casamento de John Smith e a cena do culto no Dia da Lembrança foram filmados na Catedral de Llandaff. O edifício usado como escola é uma casa particular, em Treberfydd, listada como Grau I, em Bwlch, a alguns quilômetros ao sul de Brecon.
Outras cenas, incluindo a acrobacia da bola de críquete e as cenas na casa de campo dos Cartwrights foram filmadas no Museu Nacional de História de St Fagans, em Cardiff.
O Doutor, disfarçado de Sr. Smith, está convencido de que seus pais se chamavam Sydney e Verity, a referência do escritor aos criadores originais do programa, Verity Lambert e Sydney Newman.

## Transmissão e recepção
De acordo com os números da BARB, o episódio foi visto por 7,21 milhões de telespectadores.
Junto com "Human Nature", "The Family of Blood" foi indicado ao Prêmio Hugo de Melhor Apresentação Dramática, Forma Curta em 2008. David Tennant ganhou o Prêmio Constellation de Melhor Performance Masculina em um Episódio de Ficção Científica para Televisão de 2007 por essa história.
Em 2008, o The Daily Telegraph nomeou "Human Nature"/"The Family of Blood" o sétimo melhor episódio de Doctor Who. Em 2009, os leitores da Doctor Who Magazine votaram-na como a sexta melhor história de Doctor Who de todos os tempos. Matt Wales da IGN nomeou a história de duas partes como o melhor episódio de Tennant como o Doutor, descrevendo-a como "incrivelmente produzida" e elogiando o desempenho de Tennant.

## Sequências
Durante a pandemia de COVID-19, vários episódios bem conceituados do programa foram transmitidos com comentários ao vivo dos escritores na internet, geralmente emparelhados com novos conteúdos. Cornell lançou três contos interligados,The Shadow Passes, Shadow of a Doubt, e The Shadow in the Mirror que funcionaram coletivamente como uma sequência do romance e de sua adaptação para a televisão.